# 本庄道昌
本庄 道昌（ほんじょう みちまさ、明和8年4月24日（1771年6月6日） - 文政6年1月20日（1823年3月2日））は、美濃国高富藩第8代藩主。第7代藩主本庄道利の長男。母は側室の福島氏。正室は永井直温の娘。子に本庄道直（長男）、大河内松平輝充（五男）、蕃（しげ）（本庄道貫正室）、娘（今川義用室）、娘（土岐頼庸室）、娘（戸田氏敏室）。幼名は時之助。
父が本庄家に養子に入る以前に生まれた子で、虚弱であるとして、実家の松平家に残っていた。天明4年（1784年）2月25日、本庄家に引き取られた。享和元年（1801年）、父が隠居し家督を相続した。文政2年（1819年）隠居し、養嗣子の道貫に家督を譲った。文政6年（1823年）死去。

## 経歴
- 寛政7年(1795年)12月17日、近江守に叙任。
- 享和元年(1801年)6月21日、父・道利が隠居して家督を継ぐ。
- 享和2年(1802年)4月、日光御祭礼奉行に任ぜられる。
- 享和3年(1803年)6月13日、大御番頭となる。
- 文化3年(1806年)9月29日、大坂玉造口御定番となる。同日、式部少輔と改める。
- 文化3年(1806年)11月9日、松平信明の四男・陽之助（後の本庄道貫）を養子として迎える。
- 文化12年(1815年)3月2日、河内守と改める。
- 文政元年(1818年)6月22日、病気につき役を免ぜられる。
- 文政2年(1819年)3月22日、隠居。養子の道貫が跡を継ぐ。
- 文政6年(1823年)1月20日、江戸で死去、53歳。法名は庸楽院實誉随念享福。

## 系譜
父母
- 本庄道利（父）
- 福島氏 ー 側室（母）

正室
- 永井直温の娘

側室
- 朝倉氏

子女
- 本庄道直（長男）
- 松平輝充（五男）生母は朝倉氏（側室）
- 蕃 ー 本庄道貫正室
- 今川義用正室
- 土岐頼庸室
- 戸田氏敏室

養子
- 本庄道貫 ー 松平信明の四男